# ECM Prague Open 2006
L'ECM Prague Open 2006 è stato un torneo professionistico maschile e femminile di tennis giocato sulla terra rossa. Il torneo femminile faceva parte della categoria Tier IV nell'ambito del WTA Tour 2006, con un montepremi di 145.000 $. Il torneo maschile era invece parte del circuito Challenger nell'ambito dell'ATP Challenger Series 2006, con un montepremi di 85.000 €. Si è giocato sui campi dell'I. Český lawn–tenisový klub sull'isola di Štvanjce a Praga in Repubblica Ceca, dall'8 al 14 maggio 2006.

## Campioni

### Singolare maschile
Robin Vik ha battuto in finale  Jan Hájek con il punteggio di 6–4, 7–6(4)

### Singolare femminile
Shahar Peer ha battuto in finale  Samantha Stosur con il punteggio di 4–6, 6–2, 6–1

### Doppio maschile
Tomáš Cibulec /  Jordan Kerr hanno battuto in finale  Leoš Friedl /  David Škoch con il punteggio di 6–4, 6–2

### Doppio femminile
Marion Bartoli /  Shahar Peer hanno battuto in finale  Ashley Harkleroad /  Bethanie Mattek con il punteggio di 6–4, 6–4